# Joy of Nothing
| Recensione | Giudizio |
| ---------- | -------- |
| AllMusic   |          |

Joy of Nothing è il secondo album in studio del cantautore britannico Foy Vance, pubblicato il 26 agosto 2013 dalla Glassnote Records.

## Il disco
Anticipato nel mese di febbraio 2013 dal videoclip della title track, Joy of Nothing ha visto la partecipazione vocale di due artisti d'eccezione: Ed Sheeran nel brano conclusivo Guiding Light e Bonnie Raitt in You and I (brano già reso disponibile per l'ascolto il 15 agosto).
Il 10 luglio 2013 è stato reso disponibile per la visione attraverso un sito apposito il documentario Recording Nothing, che illustra le fasi di registrazione e sviluppo dell'album. Nel mese di novembre dello stesso anno l'album ha vinto la prima edizione del Northern Ireland Music Prize.

## Tracce
Testi e musiche di Foy Vance.
1. Closed Hand, Full of Friends – 4:03
2. Joy of Nothing – 5:02
3. At Least My Heart Was Open – 3:39
4. You And I – 4:30
5. Feel for Me – 3:55
6. Janey – 3:59
7. Paper Prince – 3:17
8. It Was Good – 4:02
9. Regarding Your Lover – 3:00
10. Guiding Light – 5:52

## Formazione
Musicisti
- Foy Vance – voce, cori, chitarra acustica, elettrica e baritona, pianoforte
- Colm McClean – chitarra elettrica, chitarra ritmica, pedal steel guitar
- Craig Milton – banjo
- Conor McCreanor – basso, contrabbasso
- Michael Keeney – pianoforte, mellotron, Fender Rhodes, minimoog, arrangiamento strumenti ad arco, cori
- Paul Hamilton – batteria, percussioni, cori
- Rachel Coulter, Marty Keeny, Stephen McCartney, Joanne Vance – cori
- Kathleen Gillespie, Jonathan Griffin – violini
- Clare Hadwen – violino, cori
- Richard Hadwen – viola
- Kerry Brady, Fergus Fitzpatrick – violoncello
- Joy of Nothing Choir – coro (tracce 1, 2 4, 6, 8 e 10)
- Bonnie Raitt – cori (traccia 4)
- Ed Sheeran – cori (traccia 10)

## Classifiche
| Classifica (2013)         | Posizione massima |
| ------------------------- | ----------------- |
| Regno Unito               | 55                |
| Regno Unito (download)    | 43                |
| Regno Unito (independent) | 8                 |
| Regno Unito (physical)    | 98                |
| Scozia                    | 67                |